# Зовнішня політика Південного Судану

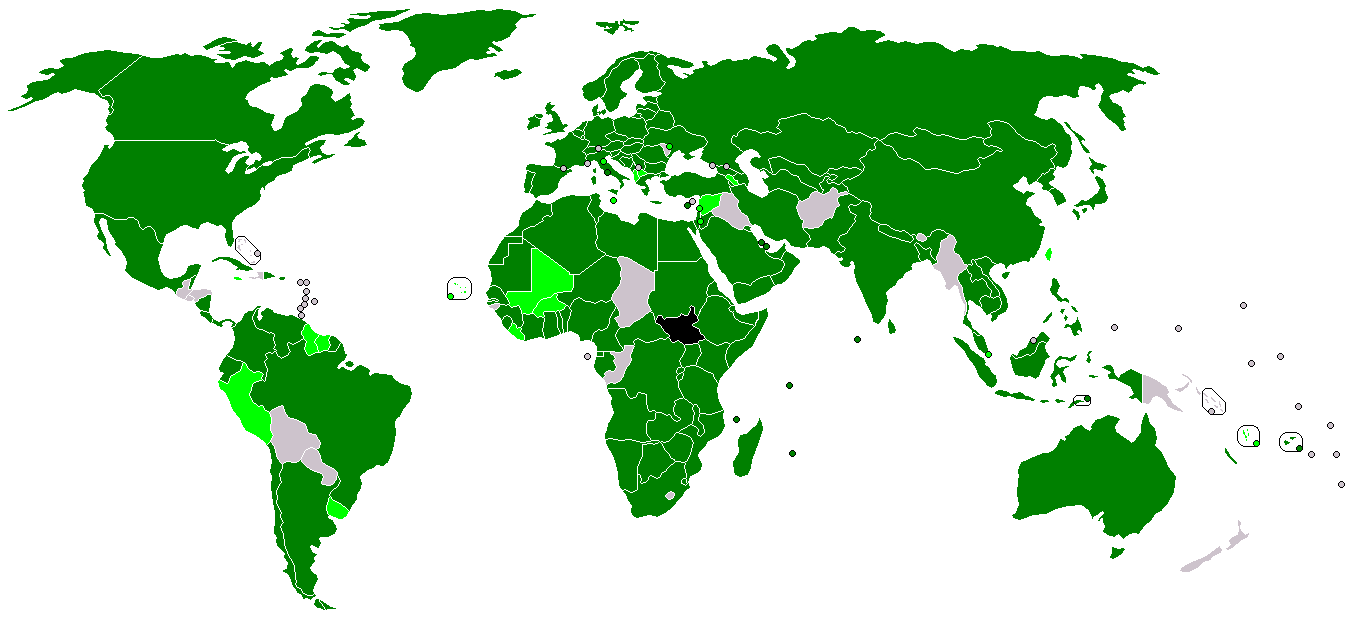
Зовнішня політика Південного Судану: Темно-зеленим — Держави, які визнали незалежність і встановили дипломатичні відносини, світло-зеленим - тільки визнали незалежність

Республіка Південний Судан проголосила свою незалежність 9 липня 2011 року на підставі результатів референдуму 9-16 січня 2011 року про незалежність від Судану, уряд якого вітав підсумки голосування і заявив, що планує відкрити посольство в Джубі відразу після розпаду держави. Сусідні країни, крім Чаду і спочатку Еритреї, також вітали незалежність регіону.
Деякі держави оголосили про те, що мають намір визнати незалежність Південного Судану задовго до референдуму. Ряд держав визнали незалежність Південного Судану вже 8-9 липня 2011 року, всього в перші дні його визнали кілька десятків країн, а дехто зробив це або оголосив про такий намір пізніше.
Велика Британія і ряд інші держави оголосили про плани відкрити посольства в Південному Судані.
18 квітня 2012 року Південний Судан став членом Міжнародного валютного фонду і Світового банку.
Вкрай напруженими, аж до збройних конфліктів, залишаються відносини з Суданом, з яким є територіальні та економічні суперечки. Між Південним Суданом і Суданом відбулися збройні конфлікти в суперечливій зоні Південного Кордофану в травні-серпні 2011 року і  в Хегліг в березні-квітні 2012 року.
Південний Судан має спірні території з Суданом (Аб'єй і Район Кафія-Кінги) і Кенією (Ілемський трикутник).